# Liste der Kulturdenkmale in Annaberg
Die Liste der Kulturdenkmale in Annaberg enthält die Kulturdenkmale des Stadtteils Annaberg der sächsischen Stadt Annaberg-Buchholz, die in der Denkmalliste vom Landesamt für Denkmalpflege Sachsen mit Stand vom 24. November 2010 erfasst wurden.
Diese Liste ist eine Teilliste der Liste der Kulturdenkmale in Sachsen.
Aufgrund der großen Anzahl von Kulturdenkmalen ist die Liste aufgeteilt in die
- Liste der Kulturdenkmale in Annaberg (A–K)
- Liste der Kulturdenkmale in Annaberg (L–Z)